# كافالينو
كافالينو (بالإيطالية: Cavallino)‏ هي بلدة وبلدية في مقاطعة ليتشي في إقليم بوليا في جنوب إيطاليا.

## السكان
في سنة 1861 بلغ عدد السكان 1٬164 نسمة، وتطور العدد ليصل في سنة 2011 لـ 11٬913 نسمة.
يظهر هذا المخطط البياني تطور النمو السكاني لـ كافالينو